# 足立区立中川小学校
足立区立中川小学校（あだちくりつ なかがわしょうがっこう）は、東京都足立区大谷田三丁目にある公立小学校。略称は「なかがわしょう」。

## 概要
1958年（昭和33年）、足立区東部地域の児童数の増加に対応するため足立区立東渕江小学校の分校として開校した。1962年（昭和37年）に区立中川小学校として独立開校すると周辺地域生徒児童の教育を一手に担った。
その後新たに設立された足立区立中川東小学校に一部生徒児童を移籍させ、現在の葛西用水路を隔てた二つの小学校が並ぶ景色ができた。

## 教育目標
生命尊重の精神に基づき、心身ともに健康で、豊かな心を持ち、自主性と創造性に富んだ、個性豊かで実践力のある児童の育成を目指し、次の目標を設定する。
- 輝け中川の子
- かしこく
- つよく
- あたたかく

## 学校生活

### 学校行事
4月
- 前期始業式、入学式

5月
- 開校記念日（11日）
- 運動会

6月
- 遠足

10月
- 前期終業式、後期始業式
- 連合運動会
- 社会科見学（3年次）
- 日光

11月
- 展覧会
- 社会科見学（6年次）
- 中川小祭り

12月
- 社会科見学（4年次）

2月
- 鋸南自然教室
- 社会科見学（5年次）

3月
- 卒業式
- 修了式

### 委員会活動
- 児童会
- 計画委員会
- 集会委員会
- 図書委員会
- 放送委員会
- 飼育委員会
- 栽培委員会
- 美化委員会
- 給食委員会
- 保健委員会
- 体育委員会
- 理科委員会

## 歴代校長
1. 中野藤吉（任期：1962年4月1日 - 1969年3月31日）
2. 園部英雄（任期：1969年4月1日 - 1971年3月31日）
3. 磯野重郎（任期：1971年4月1日 - 1975年3月31日）
4. 鈴木康士（任期：1975年4月1日 - 1978年3月31日）
5. 秋山政衛（任期：1978年4月1日 - 1982年3月31日）
6. 宮本貞子（任期：1982年4月1日 - 1985年3月31日）
7. 伊藤泉（任期：1985年4月1日 - 1988年3月31日）
8. 狩野茂（任期：1988年4月1日 - 1991年3月31日）
9. 佐藤睦郎（任期：1991年4月1日 - 1996年3月31日）
10. 伊藤保幸（任期：1996年4月1日 - 2000年3月31日）
11. 福田敦子（任期：2000年4月1日 - 2003年3月31日）
12. 加藤信幸（任期：2003年4月1日 - 2007年3月31日）
13. 石川和巳（任期：2006年4月1日 - 2011年3月31日）
14. 田中守（任期：2011年4月1日 - 2014年3月31日）
15. 加藤雅弘（任期：2014年4月1日 - 2021年3月31日）
16. 土屋和弘（任期：2021年4月1日 - 在任中）

## 交通
- JR常磐線各駅停車 亀有駅下車徒歩20分
- 東京メトロ千代田線 北綾瀬駅下車徒歩15分
- 東武バスセントラル 中川小学校前下車徒歩1分

## 沿革

### 開校の背景
太平洋戦争終結からしばらくまで、足立区東部地域の学校教育施設は東和地区の足立区立東渕江小学校のみであった。
戦後の周辺地域の宅地開発による人口増加で生徒児童数が急増すると、東渕江小学校のみでは生徒の教育指導や学校経営に支障をきたすようになった。そのため、大谷田地区の生徒児童を受け入れるために、1958年（昭和33年）に現在地に足立区立東渕江小学校中川分校として開設され、同年9月1日より授業を開始した。
分校開設当初は木造2階建て校舎に学級数6、生徒児童数288名からの出発であった。その後の職員室、特別教室などの増築や鉄筋校舎への改築工事を経て、1962年（昭和39年）4月1日に足立区立中川小学校として独立開校する。開校当時の規模は1～5学年までの学級数15、生徒児童数696名であった。

### 発展と拡大
中川小学校が開校した後も、周辺地域の宅地開発と人口増加はとどまらず、むしろ当初の学校側の予想をはるかに超えた勢いの増加率であった。このまま事態を放置していてはかつての東渕江小学校のように健全な生徒児童の教育指導と学校運営を行う適正規模を超過してしまうことは明白であったため、足立区は周辺地区での学校用地取得に奔走した。
1972年（昭和47年）に足立区立中川北小学校が、1978年（昭和53年）に足立区立辰沼小学校が順次開校し、そのたびごとに学区域の変更と在籍児童および教職員の転籍を行った。また、1970年代に近傍の日立工場の移転跡地に大規模住宅団地の大谷田団地の建設が決定されると、増加が予想される生徒児童の受け皿として、葛西用水路を挟んだ東隣に足立区立中川東小学校が建設された。同校開校の後の1980年（昭和55年）に学区域を変更し生徒児童684名および教職員14名が移籍した。